# Hoddesdon Urban
Hoddesdon Urban var en civil parish 1894–1929 när det uppgick i Hoddesdon, i grevskapet Hertfordshire i England. Civil parish var belägen 6 km från Hertford och hade 6 811 invånare år 1931.